# Fossalto
Fossalto là một đô thị ở tỉnh Campobasso trong vùng Molise thuộc nước Ý, có vị trí cách khoảng 15 km về phía tây bắc của Campobasso. Tại thời điểm ngày 31 tháng 12 năm 2004, đô thị này có dân số 1.603 người và diện tích là 28,3 km².
Fossalto giáp các đô thị: Castropignano, Limosano, Pietracupa, Salcito, Sant'Angelo Limosano, Torella del Sannio.